# Juan Canalejo
Juan Canalejo Castells (La Coruña, 1897-Rivas-Vaciamadrid, 4-5 de noviembre de 1936) fue un militar y político falangista español.

## Trayectoria
Sus padres eran dueños de un horno panadería. Se retiró de la carrera militar con el grado de teniente de intendencia en 1929. 
Entró en contacto con Falange Española pocos días después del mitin fundacional del Teatro de la Comedia en Madrid en 1933. Después de la reorganización de mandos por la fusión en Falange Española de las JONS se constituye el Triunvirato en La Coruña del que formó parte Canalejo, así como del triunvirato provincial. En el I Consejo Nacional fue nombrado jefe provincial de La Coruña. En 1934 reorganizó el grupo iniciando una escalada de acciones violentas y provocaciones. Destacó como un escuadrista vocacional, José Antonio Primo de Rivera se refirió a él como alguien a quien le faltaba algo de orientación teórica, lo suyo era la práctica de la violencia.
Militante del Partido Republicano Radical de Lerroux, fue expulsado del partido junto a su hermano Antonio al ser sorprendidos el 15 de junio de 1934 en el local social colocando pasquines de propaganda fascista. En ese mes de junio Ramiro Ledesma Ramos visita la provincia de La Coruña, celebrándose concentraciones en Bastiagueiro y Cabanas. Canalejo no acude a la reunión porque está en prisión por colocar una bandera de Falange en el local de un partido de izquierdas en Ferrol. Fue puesto en libertad pocos días antes de la Huelga general revolucionaria de 1934. 
Canalejo se ofrece a las autoridades militares junto con sus hombres para atacar a los huelguistas, participó en tiroteos de hostigamiento en mítines de las organizaciones de izquierda o republicanas. Junto con sus escuadristas intentó reventar un mitin de Azaña, donde se abrió paso a golpes y con pistola en mano. El 1 de noviembre de 1934 asaltó el Casino Republicano de La Coruña y fue detenido por la Guardia Civil. José Antonio Primo de Rivera visitó La Coruña en marzo de 1935 y anunció que “la próxima revolución la ganarán sus camisas azules con el fusil en la mano”. En junio de 1935 roba los archivos de afiliados a Izquierda Republicana de La Coruña. En noviembre de 1935, después del II Consejo Nacional, lo nombran jefe territorial de la «Primera Línea» de Falange en Galicia. Este nombramiento estuvo a punto de provocar la escisión de Falange en Galicia, finalizando con la división en dos jefaturas provinciales de la Jefatura provincial de Vigo. 
La victoria del Frente Popular en las elecciones de febrero de 1936, los lleva a la acción terrorista a la que José Antonio se había mantenido reacio durante el pasado; realizando prácticas de tiro en la playa de Bastiagueiro y en otros campamentos clandestinos. En abril de 1936 fueron detenidos 30 falangistas coruñeses por la prohibición del partido decretada por el Frente Popular. Canalejo no está en este grupo, debido a una filtración y durante días se esconde en un domicilio particular de Betanzos. Por su condición de exmilitar juega un papel relevante en las relaciones entre los militares simpatizantes del golpismo y la Falange. Llamado a Madrid para estas tareas conspirativas, es detenido de nuevo. En los días en los que comienza la lucha por Madrid, las tropas del bando sublevado a un par de kilómetros de la Cárcel Modelo, la evacuación de los presos allí retenidos se convirtió en un asesinato masivo, cuando algunas de las expediciones de presos fueron desviadas.
Canalejo habría sido sacado junto a otros 15 presos de la Modelo en la noche del 4 al 5 de noviembre y fusilado en dicha noche en Rivas-Vaciamadrid.

## Reconocimientos

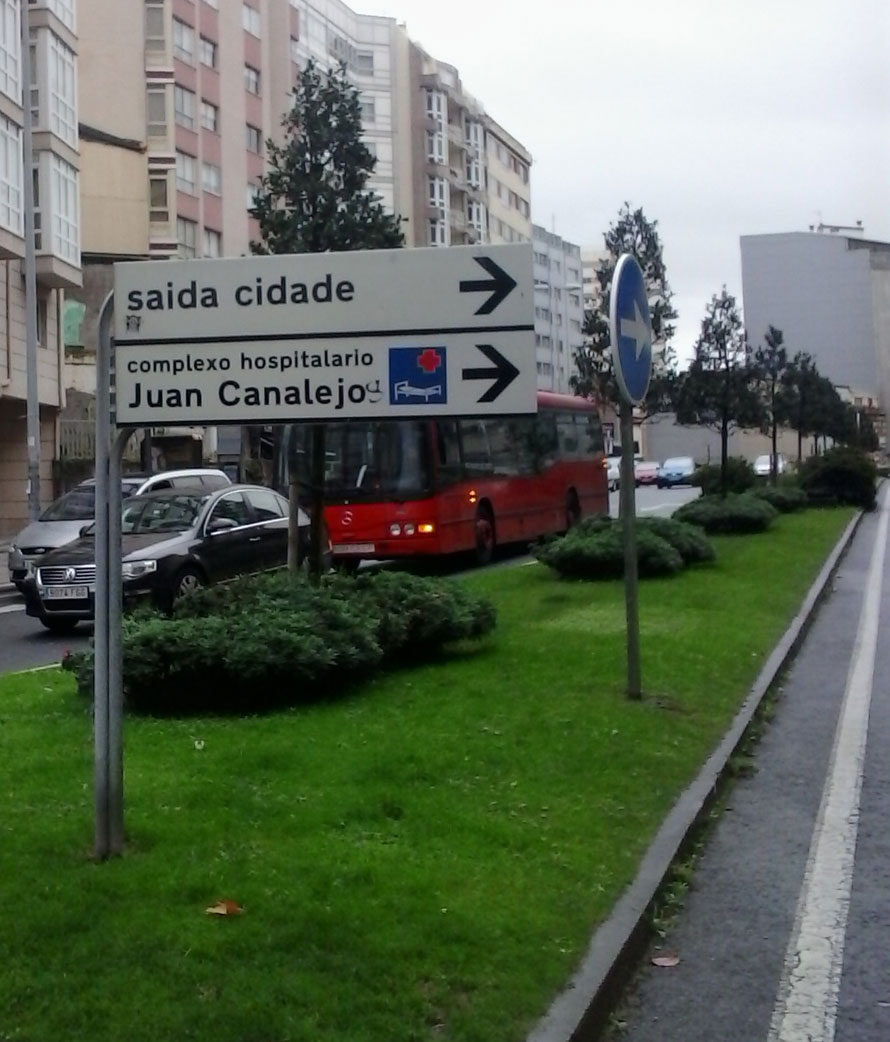
Señal con el nombre de Juan Canalejo en 2013.

El hospital de La Coruña llevó su nombre desde su fundación en 1972 hasta 2008 por la Ley de la Memoria Histórica de 2007 por la cual también se le retira una calle en su ciudad natal, justamente la antigua calle Socorro de La Coruña donde Canalejo vivió con sus padres y pasó gran parte de su vida.